# ジャマイカ地区

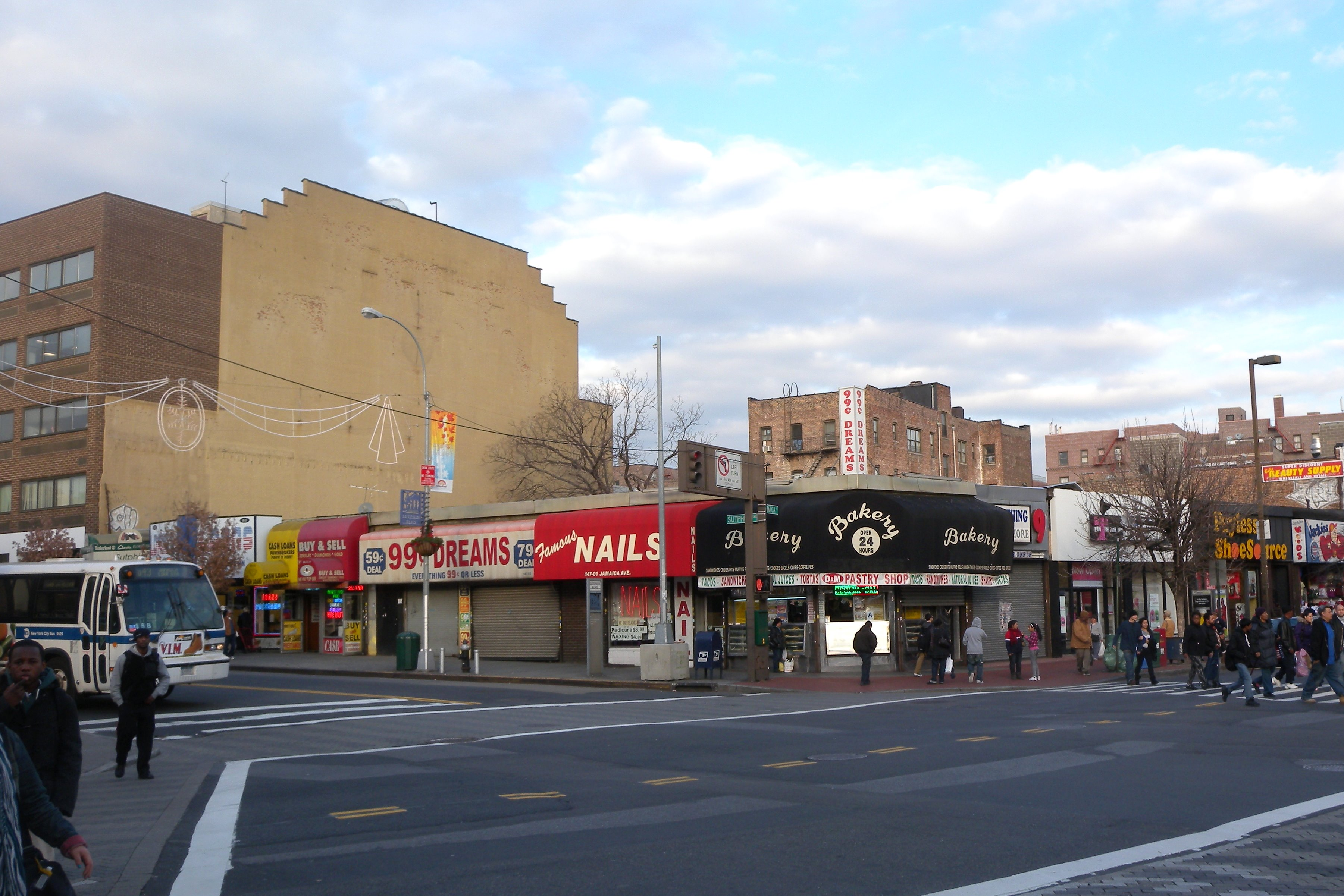
ジャマイカ・アベニュー

ジャマイカ地区（ジャマイカちく、Jamaica）は、ニューヨーク市クイーンズ区の地区である。

## 概要
1656年、オランダ統治下のニューネザーランドに、イギリス人が設立した歴史の古い街である。
地名は、アメリカ先住民の言語アルゴンキン語族デラウェア語で「ビーバー」を意味する「ヤメコ(Yamecah)」族が語源である。英語の「Y」はオランダ語では「J」で表記されるのでオランダ語による表記を英語で発音すると「ジャメコ(Jameko)」となる。1664年に、この地の支配権を獲得したイギリス人たちによって「ジャメコ(Jameco)」と呼ばれたのが「ジャマイカ」に変化した。このためカリブ海の国ジャマイカとは関係無い。
クイーンズ区の中で最もアフリカ系アメリカ人の割合が高い地域である。西インド諸島、インド、アラブ諸国、プエルトリコからの移民も多い。

## 施設
- アケダクト競馬場
- ジャマイカ駅